# Куртис Конер
Куртис Метју Кенет Конер (Северни Јорк; 4. мај 1994) је канадски стендап комичар, јутјубер и подкастер.

## Рана комичарска каријера и Вaјн
Куртис Метју Кенет Конер је рођен у Општој болници у Северном Јорку 4. маја 1994. године.
Конер је започео своју каријеру стендап комедије 2013. године, а касније је похађао програм „Комедија: писање и извођење” на Хамбер колеџу у Торонту. Након тога је прешао на Вајн, где је стекао око 350.000 пратилаца. Куртис је имао неколико стендап наступа, наступајући широм Канаде. Независно је објавио свој деби албум комедије Cuppla Jokes 2016. године, и достигао је број један на Ајтјунс комедијским листама и број шест на Биллборду.
Куртис се придружио Денију Гонзалесу и Дру Гудену током њихових комичних емисија уживо, турнеје We Are Two Different People, 2019.

## Јутјуб
Први видео на Конеровом главном каналу постављен је 2014. године. Међутим, канал је почео да добија на замаху 2017. године, када је један од његових видео снимака за два дана добио 600.000 прегледа.

## Живот
Пре него што се преселио у Торонто, Конер је живео у Хамилтону са родитељима, Кели Рајс и Лоренсом Вотсоном.
Куртис је започео везу са својом Џеном Алард 11. децембра 2014. године. Заједно имају пса по имену Киви. Венчали су се у Тоскани 19. октобра 2022. године. Конор је у једном видео-снимку изјавио да се идентификује као агностик.
Током рата између Израела и Хамаса 2023. године, Конор је исказао солидарност са Палестином. У мају 2024. године, заједно са бројним другим интернет личностима, учествовао је у кампањи прикупљања новчаних средстава за помоћ Палестинцима.